# Café Gobillard

Le Café Gobillard était un café-restaurant de la place de la Bourse à Paris, fréquenté par les écrivains et les politiques, parmi lesquels Jean-Pierre de Montalivet et Alexandre Dumas.

## Histoire
Le Café Gobillard, appelé aussi Café de la Bourse, a été fondé au XVIIIe siècle en face de l'ex-couvent des Filles-Saint-Thomas, devenu le palais Brongniart. L'autre institution de la place était juste en face : le Restaurant Champeaux. Les deux établissements se faisaient face, dans le prolongement de la rue Vivienne. Il a pris son nom du tenancier du Café du théâtre des Nouveautés, situé juste à côté.
Le Café Gobillard est tenu par Gobillard, un « jeune homme hospitalier […] prévenant, aimable, de gaies et bonnes manières », selon le Nouveau Tableau de Paris, au XIXe siècle de madame Charles-Béchet, en 1834, l'éditrice des romans d'Honoré de Balzac.
Après avoir participé à la révolution de Juillet, il « a rétabli les soupers » et en a fait « l'arche sainte qui a recueilli précieusement les privilégiés échappés au Déluge où se sont englouties nos vieilles coutumes ». Son café-restaurant est « le quartier général des folies de l'époque ». Il devient ensuite commis-voyageur puis écrivain-journaliste.
Le tenancier du café a inspiré pour sa personnalité Félix Gaudissart, alias L'Illustre Gaudissart, personnage central du roman éponyme d'Honoré de Balzac et d'autres œuvres du romancier.

## Clients célèbres
Parmi ses habitués célèbres, il y eut au XIXe siècle Jean-Pierre de Montalivet et Alexandre Dumas.